# Oga Tanaka
Ohga Tanaka (Japans: 田中碧海, Tanaka Ōga), geboren als Aoki Miyake (Shizuoka, 19 juli 1997) is een Japanse acteur. Hij is vooral bekend door zijn rol als Toshio in The Grudge 2.

## Filmografie
- Kidan (2005)
- Hana (Hana Yori mo Naho - 花よりもなほ) (2006)
- Ultraman Mebius & Ultraman Brothers (2006)
- The Grudge 2 (2006)
- Saigo kara nibanme no koi (2012-2014) (televisieserie)